# Tratado de Niš (1739)
El Tratado de Niš fue un acuerdo de paz que firmaron el 3 de octubre de 1739 en Niš los representantes del Imperio otomano y los del ruso para acabar con la guerra que los enfrentó de 1735 a 1739. Los rusos cejaron en su reclamación de Crimea y Moldavia, pero se les permitió construir un puerto en Azov, aunque sin fortificaciones y sin derecho a tener una flota en el mar Negro. La guerra se había desencadenado por el intento ruso de apoderarse de Azov y de Crimea, primer paso para dominar el Mar Negro. El Imperio Habsburgo entró en la guerra en 1737 del lado ruso, pero tuvo que firmar la paz separadamente con los otomanos en el Tratado de Belgrado y entregarles el norte de Serbia, la Bosnia septentrional y Oltenia, y facilitar así que frenasen el embate ruso hacia Constantinopla. A cambio, el sultán reconoció al emperador habsburgo como protector oficial de sus súbditos cristianos, cargo que también reclamaba el soberano ruso. El tratado de paz austriaco obligó a Rusia a aceptar a su vez la paz de Niš.